# Collegio di Northampton South
Northampton South è un collegio elettorale inglese situato nel Northamptonshire, nelle Midlands Orientali, rappresentato alla Camera dei comuni del Parlamento del Regno Unito. Elegge un membro del parlamento con il sistema first-past-the-post, ossia maggioritario a turno unico; l'attuale parlamentare è Mike Reader del Partito Laburista, che rappresenta il collegio dal 2024.

## Estensione

Northampton South dal 2010 al 2024

- 1974-1983: i ward del County Borough di Northampton di Castle, Delapre, Duston, St Crispin, South e Weston.
- 1983-1997: i ward del  di Northampton di Billing, Castle, Delapre, Nene Valley, New Duston, Old Duston, St Crispin, South e Weston e i ward del distretto di South Northamptonshire di Blisworth, Brafield, Bugbrooke, Cogenhoe, Gayton, Hackleton, Harpole, Heyford, Kislingbury, Milton, Roade, Salcey e Yardley.
- 1997-2010: i ward del  di Northampton di Billing, Castle, Delapre, Nene Valley, New Duston, Old Duston, St Crispin, South e Weston e i ward del distretto di South Northamptonshire di Brafield, Cogenhoe, Hackleton, Harpole, Kislingbury, Milton, Roade, Salcey e Yardley.
- 2010-2024: i ward del borgo di Northampton di Billing, Castle, Delapre, Ecton Brook, New Duston, Old Duston, St Crispin, St James, Spencer e Weston.
- dal 2024: i ward del distretto di West Northamptonshire di Billing and Rectory Farm; Delapre and Rushmere; Duston East; Duston West and St. Crispin; East Hunsbury and Shelfleys; Nene Valley; Riverside Park e Sixfields.[1]

South Northamptonshire è il collegio creato nel 2010 che ha assorbito la parte meridionale del collegio di Northampton South, nella sua versione del 1997. A seguito della redistribuzione del 2010, il collegio di Northampton South è completamente contenuto nel Borough di Northampton, differentemente dal periodo 1983-2010, in cui comprendeva anche alcune aree rurali al di fuori della città.

## Membri del parlamento
| Elezione | Elezione         | Deputato       | Partito      |
| -------- | ---------------- | -------------- | ------------ |
|          | Feb 1974         | Michael Morris | Conservatore |
|          | 1997             | Tony Clarke    | Laburista    |
|          | 2005             | Brian Binley   | Conservatore |
| 2015     | David Mackintosh |                | Conservatore |
| 2017     | Andrew Lewer     |                | Conservatore |
|          | 2024             | Mike Reader    | Laburista    |

## Elezioni

### Elezioni negli anni 2020
| Partito                    | Partito                                           | Candidato                  | Risultati 4 luglio 2024 | Risultati 4 luglio 2024 |
| Partito                    | Partito                                           | Candidato                  | Voti                    | %                       |
| -------------------------- | ------------------------------------------------- | -------------------------- | ----------------------- | ----------------------- |
|                            | Laburista                                         | Mike Reader                | 16 890                  | 38,47                   |
|                            | Conservatore                                      | Andrew Lewer               | 12 819                  | 29,20                   |
|                            | Reform UK                                         | Anthony Owens              | 8 210                   | 18,70                   |
|                            | Lib Dem                                           | Jill Hope                  | 3 193                   | 7,27                    |
|                            | Verdi                                             | Simon Sneddon              | 2 398                   | 5,46                    |
|                            | TUSC                                              | Katie Simpson              | 296                     | 0,67                    |
|                            | Climate                                           | Penelope Tollitt           | 98                      | 0,22                    |
|                            |                                                   |                            |                         |                         |
| Iscritti                   | Iscritti                                          | Iscritti                   | 70 393                  | 100,00                  |
| ↳ Votanti (% su iscritti)  | ↳ Votanti (% su iscritti)                         | ↳ Votanti (% su iscritti)  | 43 904                  | 62,37                   |
| ↳ Astenuti (% su iscritti) | ↳ Astenuti (% su iscritti)                        | ↳ Astenuti (% su iscritti) | 26 489                  | 37,63                   |
|                            |                                                   |                            |                         |                         |
|                            | Esito: collegio passa da Conservatore a Laburista |                            |                         |                         |

### Elezioni negli anni 2010
| Partito                    | Partito                                   | Candidato                  | Risultati 12 dicembre 2019 | Risultati 12 dicembre 2019 |
| Partito                    | Partito                                   | Candidato                  | Voti                       | %                          |
| -------------------------- | ----------------------------------------- | -------------------------- | -------------------------- | -------------------------- |
|                            | Conservatore                              | Andrew Lewer               | 20 914                     | 51,22                      |
|                            | Laburista                                 | Gareth Eales               | 16 217                     | 39,71                      |
|                            | Lib Dem                                   | Jill Hope                  | 2 482                      | 6,08                       |
|                            | Verdi                                     | Scott Mabbutt              | 1 222                      | 2,99                       |
|                            |                                           |                            |                            |                            |
| Iscritti                   | Iscritti                                  | Iscritti                   | 62 172                     | 100,00                     |
| ↳ Votanti (% su iscritti)  | ↳ Votanti (% su iscritti)                 | ↳ Votanti (% su iscritti)  | 40 835                     | 65,68                      |
| ↳ Astenuti (% su iscritti) | ↳ Astenuti (% su iscritti)                | ↳ Astenuti (% su iscritti) | 21 337                     | 34,32                      |
|                            |                                           |                            |                            |                            |
|                            | Esito: collegio confermato a Conservatore |                            |                            |                            |

| Partito                    | Partito                                   | Candidato                  | Risultati 8 giugno 2017 | Risultati 8 giugno 2017 |
| Partito                    | Partito                                   | Candidato                  | Voti                    | %                       |
| -------------------------- | ----------------------------------------- | -------------------------- | ----------------------- | ----------------------- |
|                            | Conservatore                              | Andrew Lewer               | 19 231                  | 46,87                   |
|                            | Laburista                                 | Kevin McKeever             | 18 072                  | 44,04                   |
|                            | UKIP                                      | Rose Gibbins               | 1 630                   | 3,97                    |
|                            | Lib Dem                                   | Jill Hope                  | 1 405                   | 3,42                    |
|                            | Verdi                                     | Scott Mabbutt              | 696                     | 1,70                    |
|                            |                                           |                            |                         |                         |
| Iscritti                   | Iscritti                                  | Iscritti                   | 61 705                  | 100,00                  |
| ↳ Votanti (% su iscritti)  | ↳ Votanti (% su iscritti)                 | ↳ Votanti (% su iscritti)  | 41 034                  | 66,50                   |
| ↳ Astenuti (% su iscritti) | ↳ Astenuti (% su iscritti)                | ↳ Astenuti (% su iscritti) | 20 671                  | 33,50                   |
|                            |                                           |                            |                         |                         |
|                            | Esito: collegio confermato a Conservatore |                            |                         |                         |

| Partito                    | Partito                                   | Candidato                  | Risultati 7 maggio 2015 | Risultati 7 maggio 2015 |
| Partito                    | Partito                                   | Candidato                  | Voti                    | %                       |
| -------------------------- | ----------------------------------------- | -------------------------- | ----------------------- | ----------------------- |
|                            | Conservatore                              | David Mackintosh           | 16 163                  | 41,74                   |
|                            | Laburista                                 | Kevin McKeever             | 12 370                  | 31,94                   |
|                            | UKIP                                      | Rose Gibbins               | 7 114                   | 18,37                   |
|                            | Lib Dem                                   | Sadik Chaudhury            | 1 673                   | 4,32                    |
|                            | Verdi                                     | Julie Hawkins              | 1 403                   | 3,62                    |
|                            |                                           |                            |                         |                         |
| Iscritti                   | Iscritti                                  | Iscritti                   | 61 331                  | 100,00                  |
| ↳ Votanti (% su iscritti)  | ↳ Votanti (% su iscritti)                 | ↳ Votanti (% su iscritti)  | 38 884                  | 63,40                   |
| ↳ Astenuti (% su iscritti) | ↳ Astenuti (% su iscritti)                | ↳ Astenuti (% su iscritti) | 22 447                  | 36,60                   |
|                            |                                           |                            |                         |                         |
|                            | Esito: collegio confermato a Conservatore |                            |                         |                         |

| Partito                    | Partito                                   | Candidato                  | Risultati 6 maggio 2010 | Risultati 6 maggio 2010 |
| Partito                    | Partito                                   | Candidato                  | Voti                    | %                       |
| -------------------------- | ----------------------------------------- | -------------------------- | ----------------------- | ----------------------- |
|                            | Conservatore                              | Brian Binley               | 15 917                  | 40,84                   |
|                            | Laburista                                 | Clyde Loakes               | 9 913                   | 25,43                   |
|                            | Lib Dem                                   | Paul Varnsverry            | 7 579                   | 19,44                   |
|                            | Indipendente                              | Tony Clarke                | 2 242                   | 5,75                    |
|                            | UKIP                                      | Derek Clark                | 1 897                   | 4,87                    |
|                            | Democratici                               | Kevin Sills                | 618                     | 1,59                    |
|                            | Verdi                                     | Julie Hawkins              | 363                     | 0,93                    |
|                            | Northampton Save our Public Services      | Dave Green                 | 325                     | 0,83                    |
|                            | Indipendente                              | Kevin Wilshire             | 65                      | 0,17                    |
|                            | Scrap Members' Allowances                 | Liam Costello              | 59                      | 0,15                    |
|                            |                                           |                            |                         |                         |
| Iscritti                   | Iscritti                                  | Iscritti                   | 66 972                  | 100,00                  |
| ↳ Votanti (% su iscritti)  | ↳ Votanti (% su iscritti)                 | ↳ Votanti (% su iscritti)  | 38 978                  | 58,20                   |
| ↳ Astenuti (% su iscritti) | ↳ Astenuti (% su iscritti)                | ↳ Astenuti (% su iscritti) | 27 994                  | 41,80                   |
|                            |                                           |                            |                         |                         |
|                            | Esito: collegio confermato a Conservatore |                            |                         |                         |

### Elezioni negli anni 2000
| Partito                    | Partito                                            | Candidato                  | Risultati 5 maggio 2005 | Risultati 5 maggio 2005 |
| Partito                    | Partito                                            | Candidato                  | Voti                    | %                       |
| -------------------------- | -------------------------------------------------- | -------------------------- | ----------------------- | ----------------------- |
|                            | Conservatore                                       | Brian Binley               | 23 818                  | 43,72                   |
|                            | Laburista                                          | Tony Clarke                | 19 399                  | 35,61                   |
|                            | Lib Dem                                            | Kevin Barron               | 8 327                   | 15,28                   |
|                            | UKIP                                               | Derek Clark                | 1 032                   | 1,89                    |
|                            | Veritas                                            | Tony Green                 | 508                     | 0,93                    |
|                            | SOS! Voters Against Overdevelopment of Northampton | John Harrison              | 437                     | 0,80                    |
|                            | Monster Raving Loony                               | John Percival              | 354                     | 0,65                    |
|                            | Indipendente                                       | Fitzy Fitzpatrick          | 346                     | 0,64                    |
|                            | Popoli Cristiani                                   | Tim Webb                   | 260                     | 0,48                    |
|                            |                                                    |                            |                         |                         |
| Iscritti                   | Iscritti                                           | Iscritti                   | 89 754                  | 100,00                  |
| ↳ Votanti (% su iscritti)  | ↳ Votanti (% su iscritti)                          | ↳ Votanti (% su iscritti)  | 54 481                  | 60,70                   |
| ↳ Astenuti (% su iscritti) | ↳ Astenuti (% su iscritti)                         | ↳ Astenuti (% su iscritti) | 35 273                  | 39,30                   |
|                            |                                                    |                            |                         |                         |
|                            | Esito: collegio passa da Laburista a Conservatore  |                            |                         |                         |

| Partito                    | Partito                                | Candidato                  | Risultati 7 giugno 2001 | Risultati 7 giugno 2001 |
| Partito                    | Partito                                | Candidato                  | Voti                    | %                       |
| -------------------------- | -------------------------------------- | -------------------------- | ----------------------- | ----------------------- |
|                            | Laburista                              | Tony Clarke                | 21 882                  | 42,88                   |
|                            | Conservatore                           | Shailesh Vara              | 20 997                  | 41,15                   |
|                            | Lib Dem                                | Andrew Simpson             | 6 355                   | 12,45                   |
|                            | UKIP                                   | Derek Clark                | 1 237                   | 2,42                    |
|                            | Liberated Party                        | Tina Harvey                | 362                     | 0,71                    |
|                            | ProLife Alliance                       | Clare Johnson              | 196                     | 0,38                    |
|                            |                                        |                            |                         |                         |
| Iscritti                   | Iscritti                               | Iscritti                   | 85 619                  | 100,00                  |
| ↳ Votanti (% su iscritti)  | ↳ Votanti (% su iscritti)              | ↳ Votanti (% su iscritti)  | 51 029                  | 59,60                   |
| ↳ Astenuti (% su iscritti) | ↳ Astenuti (% su iscritti)             | ↳ Astenuti (% su iscritti) | 34 590                  | 40,40                   |
|                            |                                        |                            |                         |                         |
|                            | Esito: collegio confermato a Laburista |                            |                         |                         |

## Risultati dei referendum

### Referendum sulla permanenza del Regno Unito nell'Unione europea del 2016
|             | Collegio          | Lasciare UE % | Rimanere in UE % |
| ----------- | ----------------- | ------------- | ---------------- |
|             | Northampton South | 59,5%         | 40,5%            |
| Inghilterra | 53,3%             | 46,7%         |                  |
| Regno Unito | 51,9%             | 48,1%         |                  |